# Marie Bashir
Dame Marie Roslyn Bashir (ur. 1 grudnia 1930 w Narranderze) – australijska lekarka i działaczka społeczna pochodzenia libańskiego, w latach 2001-2014 gubernator Nowej Południowej Walii. 

## Życiorys
Choć urodziła się w Australii, oboje jej rodzice byli Libańczykami. Ukończyła medycynę na Uniwersytecie w Sydney, a następnie wykładała na swojej macierzystej uczelni oraz na Uniwersytecie Nowej Południowej Walii. W 1993 została profesorem psychiatrii klinicznej. Oprócz pracy naukowej, stała się znana również z działalności społecznej, przede wszystkim związanej z prowadzeniem programów zdrowotnych wśród dzieci i Aborygenów. W latach 2007–2012, równolegle z obowiązkami gubernatorskimi, była kanclerzem Uniwersytetu w Sydney. 

### Gubernator Nowej Południowej Walii
W 2001 królowa Elżbieta II na wniosek premiera Boba Carra mianowała ją – jako pierwszą kobietę w historii – gubernatorem Nowej Południowej Walii. Jej kadencja gubernatorska była kilkakrotnie przedłużana, co sprawiło, iż zamiast zakładanych pierwotnie czterech lat pełniła ten urząd przez ponad trzynaście lat. W czerwcu 2014 ogłoszono, iż Bashir przejdzie na emeryturę w dniu 1 października tego samego roku, a jej następcą zostanie były głównodowodzący australijskiej armii, gen. David Hurley. 

## Życie prywatne
Jej mężem jest Sir Nicholas Shehadie, były Lord Burmistrz Sydney (co uprawniało ją do tytułu Lady, zanim otrzymała własny tytuł Dame) oraz kapitan reprezentacji Australii w rugby union. Mają troje dzieci i sześcioro wnucząt.

## Nagrody i odznaczenia
Bashir była trzykrotnie odznaczana Orderem Australii. W 1988 została Oficerem Orderu, w 2001 jego Kawalerem, zaś w 2014 otrzymała status Damy Orderu, co pozwoliło jej dopisywać tytuł Dame przed nazwiskiem. W 2006 otrzymała brytyjski Królewski Order Wiktoriański klasy Komandor. W 2001 otrzymała Order Świętego Jana Jerozolimskiego, a także Centenary Medal. Była dwukrotnie odznaczana libańskim Narodowym Orderem Cedru, a także francuską Legią Honorową.  
Bashir jest także doctorem honoris causa następujących uczelni: Australian Catholic University, Uniwersytet w Sydney, Southern Cross University, Uniwersytet Nowej Południowej Walii, University of Wollongong, Uniwersytet Macquarie oraz University of Western Sydney. 
Imieniem Marie Bashir jeszcze za jej życia nazwanych zostało kilka instytucji, m.in. Instytut Chorób Zakaźnych i Bezpieczeństwa Biologicznego na Uniwersytecie w Sydney.